# Dorenwaid (Gestratz)
Dorenwaid (westallgäuerisch: Dorəwoid) ist ein Gemeindeteil der Gemeinde Gestratz im bayerisch-schwäbischen Landkreis Lindau (Bodensee).

## Geographie
Das Dorf liegt circa drei Kilometer nördlich des Hauptorts Gestratz und zählt zur Region Westallgäu. Nördlich der Ortschaft verläuft die Bundesstraße 12, die den Ort teilt. Der südliche Teil ist ein Dorf der bayerischen Gemeinde Gestratz, der nördliche Teil ist ein Ort in der württembergischen Stadt Isny im Allgäu. Oftmals wird zwischen Vorder- und Hinterdorenwaid unterschieden.

## Ortsname
Der Ortsname bedeutet Weide, auf der Dornenhecken oder -gestrüpp wachsen.

## Geschichte
Dorenwaid wurde erstmals urkundlich im Jahr 1346 als Torrenwaid erwähnt. 1770 fand die Vereinödung in Dorenwaid mit zwölf Teilnehmern statt.